# Areopolis
Areopolis (łac. Diœcesis Areopolitanus) – stolica historycznej diecezji w Cesarstwie Rzymskim (prowincja Palestina III), współcześnie w Jordanii. Od XVIII wieku katolickie biskupstwo tytularne (w latach 1903–1925 arcybiskupstwo), od 1965 nieobsadzone.

## Biskupi i arcybiskupi tytularni
| Lp. | Biskup                                             | Od               | Do                   |
| --- | -------------------------------------------------- | ---------------- | -------------------- |
| 1   | Pedro Alcántara de la Santísima Trinidad OCD       | 28 stycznia 1728 | 3 listopada 1744     |
| 2   | João da Madre de Deus Seixas da Fonseca Borges OSB | 28 września 1733 | 5 marca 1768         |
| 3   | Mikołaj Szostak OCD                                | 19 stycznia 1746 | 26 lipca 1773        |
| 4   | Tomasz Ignacy Zienkowicz                           | 21 lipca 1755    | 9 grudnia 1790       |
| 5   | William Wareing                                    | 5 czerwca 1840   | 29 września 1850     |
| 6   | Antoni Frenzel                                     | 27 września 1852 | 3 kwietnia 1873      |
| 7   | Cyriak Maria Sancha y Hervás                       | 28 stycznia 1876 | 27 marca 1882        |
| 8   | Francesco Giordani                                 | 3 lipca 1882     | 25 listopada 1887    |
| 9   | Gabriel Szele                                      | 1 czerwca 1888   | 1903                 |
| 10  | Henry Moeller                                      | 27 kwietnia 1903 | 31 października 1904 |
| 11  | Lazër Mjeda                                        | 10 stycznia 1905 | 14 kwietnia 1909     |
| 12  | Paolo Emilio Bergamaschi                           | 26 lipca 1910    | 10 lutego 1925       |
| 13  | Angelo Giuseppe Roncalli                           | 3 marca 1925     | 30 listopada 1934    |
| 14  | Michael Joseph Keyes SM                            | 23 września 1935 | 31 lipca 1959        |
| 15  | Leonardo Gregorio Gallardo Heredia                 | 13 lutego 1960   | 23 maja 1961         |
| 16  | René-Noël-Joseph Kérautret                         | 22 lipca 1961    | 9 maja 1965          |